# Zăpadă

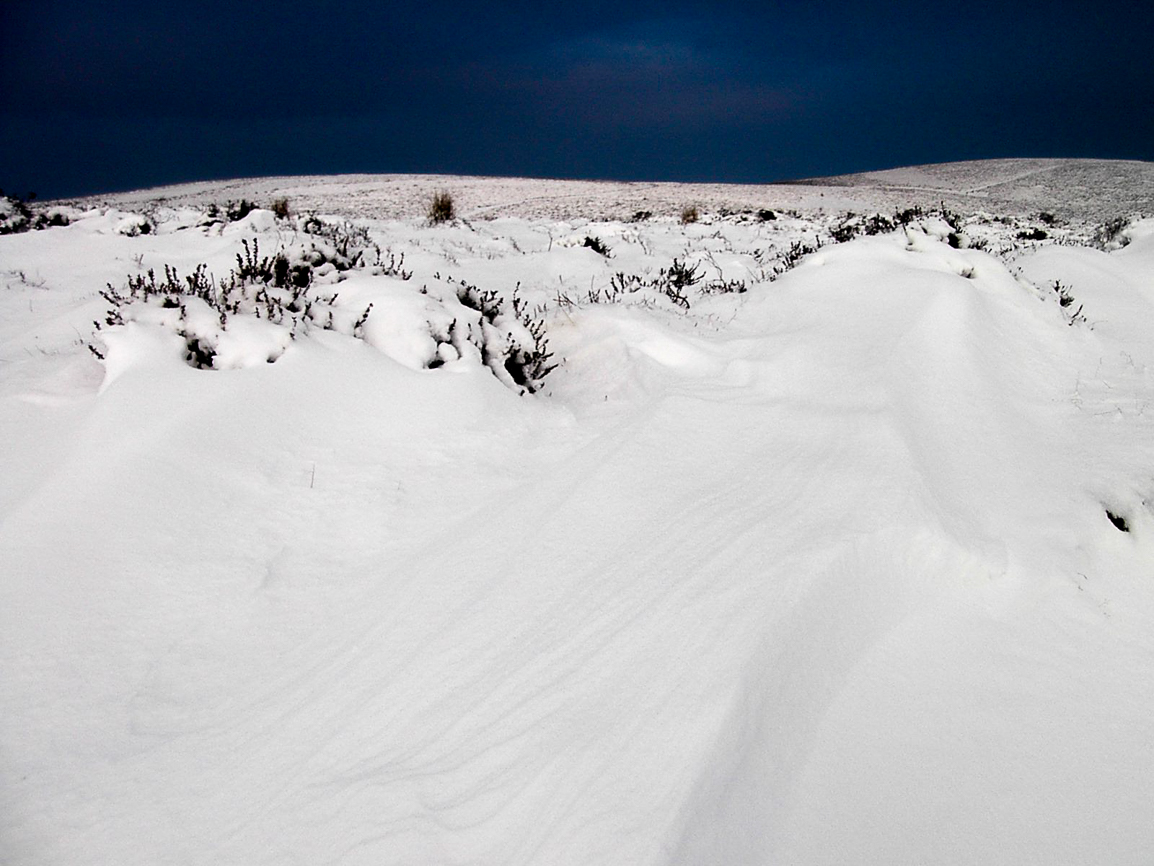

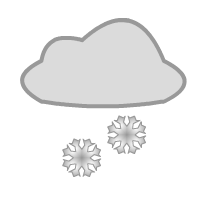
Semn convențional meteorologic pentru ninsoare

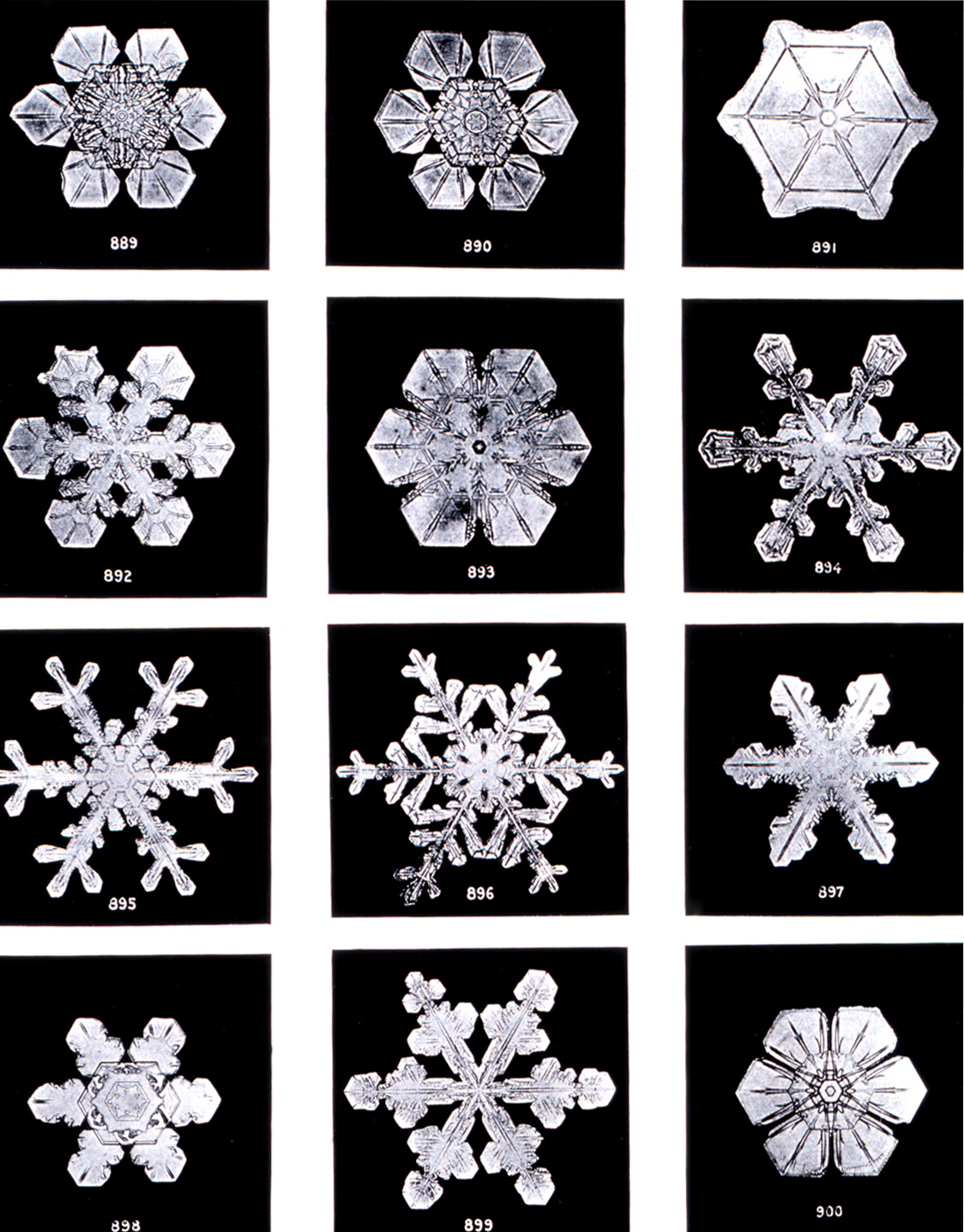
Fulgi de zăpadă

Zăpada (numită și omăt sau nea) este o formă solidă de precipitație, care nu este nimic altceva decât apă înghețată, aflată în stare cristalină constând dintr-o multitudine de fulgi de zăpadă. Căderea precipitațiilor sub formă de zăpadă se numește „ninsoare”. Deoarece este compusă din particule mici, zăpada este un material granular. Are o structură deschisă și moale, cu o densitate scăzută. Supusă unei presiuni, densitatea zăpezii poate crește prin compactare, așa cum se întâmplă de exemplu în straturile inferioare ale unei cantități mari de zăpadă.
Zăpada se formează de obicei când vaporii de apă trec prin procesul de depoziție înaltă în atmosferă la temperaturi mai scăzute de 0 °C (sau 32 °F).
Zăpada reflectă peste 90% dintre razele ultraviolete înapoi în atmosferă. Din acest motiv, persoanele expuse o perioadă îndelungată la lumina reflectată de zăpadă manifestă un disconfort la nivelul ochilor (mâncărimi, lăcrimare intensă etc.) denumit oftalmie (orbirea zăpezii).

## Beneficii
Zăpada este foarte benefică în agricultură. Stratul de omăt protejează culturile de temperaturile scăzute ale iernii, iar topirea acestuia la începutul primăverii asigură un nivel optim de apă.

### Igluuri
Igluul definește, în limba de proveniență, orice tip de casă, indiferent de materialul folosit pentru construcția ei. Termenul provine din limba inuit și a fost preluat de majoritatea populației cu sensul de „casă din zăpadă/gheață”.
Temperatura din interiorul unui iglu poate atinge și 16 °C doar folosind căldura degajată de corpurile rezidenților. Acest tip de construcție îi proteja pe inuiți de temperaturi care coborau constant chiar și până la −45 °C.

## Tunurile de zăpadă
Tunurile de zăpadă care creează zăpada artificială au fost inventate în 1950 și au început să fie utilizate pe scară largă în anii '70. Consumul mare de electricitate și prețul echipamentelor limitează folosirea lor pe scară largă, deși din ce în ce mai multe stațiuni montane se bazează pe aceste utilaje pentru a-și mulțumi clienții.

## Articole pe teme de glaciologie
- Aisberg
- Alpii înalți
- Antarctica
- Arctica
- Ablație (fenomen)
- Balanța masei unui ghețar
- Banchiză
- Calotă glaciară
- Calotă polară
- Circ glaciar
- Climatul calotelor polare
- Criosferă
- Ecoton, tranziția între două comunități ecologice
- Efectul de trecere, efectul de contrast între mediile diferite ale unui ecosistem
- Efectul Massenerhebung
- Gheață
- Ghețar
- Glaciologie
- Încălzirea globală
- Înzăpezire
- Lac glaciar
- Linia arborilor
- Linia ghețarilor
- Linia înghețului
- Linia de îngheț (astrofizică)
- Linia zăpezii
- Listă de țări în care ninge
- Listă de lacuri din România
- Morenă
- Nivologie
- Sculptura în gheață
- Spărgător de gheață
- Tundră
- Tundră alpină
- Zăpadă
- Zonă de ablație
- Zonă de acumulare